# Pietro Lagnese
Pietro Lagnese (ur. 9 września 1961 w Vitulazio) – włoski duchowny katolicki, biskup Caserty od 2021, arcybiskup Kapui od 2024. 

## Życiorys
Święcenia kapłańskie otrzymał 1 maja 1986 i został inkardynowany do archidiecezji Kapui. Po święceniach został mianowany proboszczem jednej z parafii w rodzinnym mieście, gdzie pracował do nominacji biskupiej. Był także m.in. rektorem seminarium w Kapui, sekretarzem generalnym diecezjalnego synodu oraz szefem fundacji Centro Famiglia.
23 lutego 2013 papież Benedykt XVI mianował go ordynariuszem diecezji Ischia. Sakry udzielił mu 1 maja 2013 arcybiskup metropolita Neapolu - kardynał Crescenzio Sepe.
19 grudnia 2020 papież Franciszek mianował go biskupem ordynariuszem diecezji Caserta. Ingres do katedry w Casercie odbył 20 stycznia 2021.
11 grudnia 2023 papież Franciszek mianował go dodatkowo arcybiskupem ordynariuszem archidiecezji Kapui, który pozostaje w unii in persona Episcopi z diecezją Caserta. 